# Eyre Highway

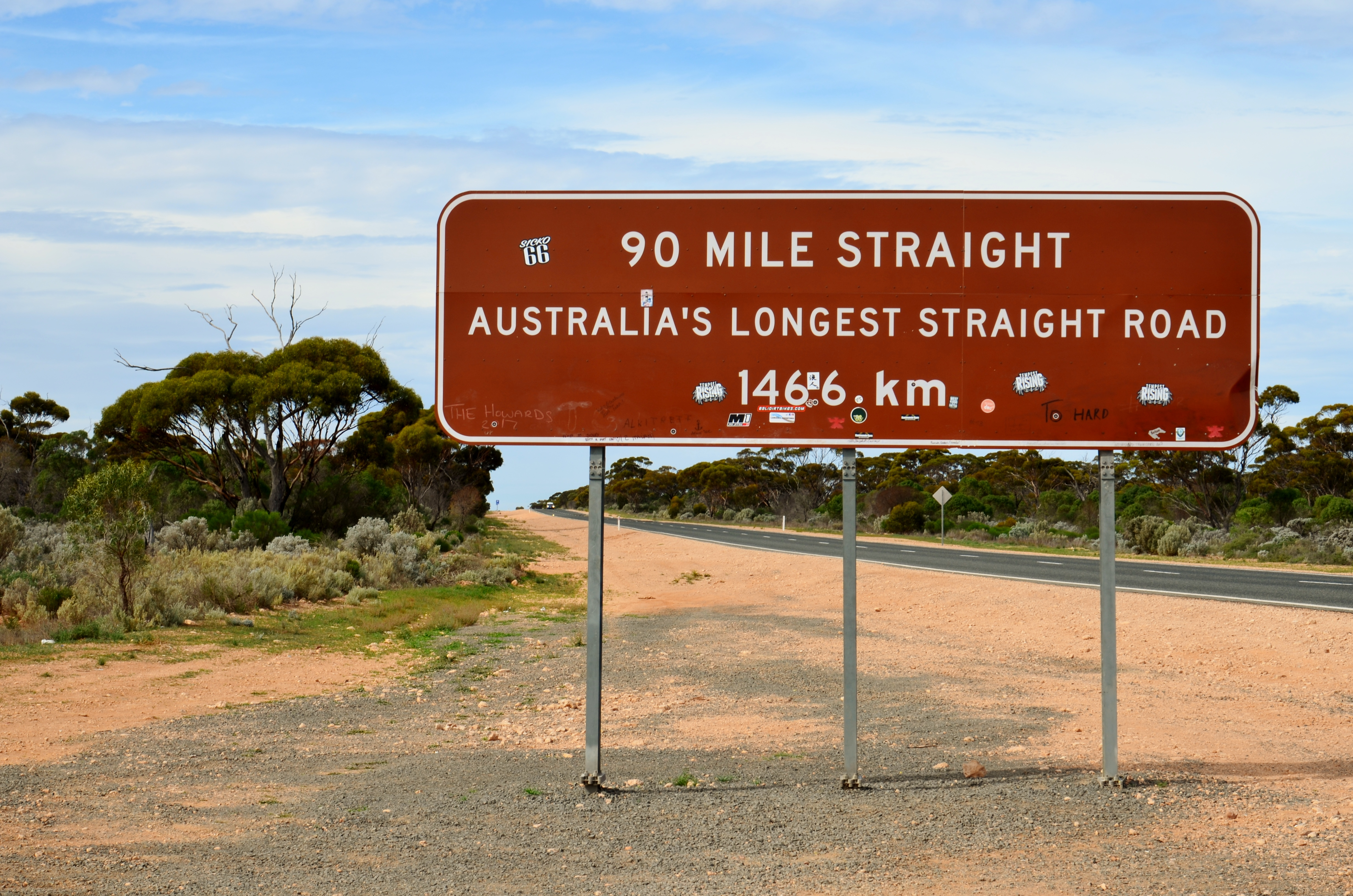
Panneau à l'extrémité ouest de la section de 90 miles (146.6 km) en ligne droite.

L’Eyre Highway ( ) est une route longue de 1 675 km de direction ouest-est reliant Norseman en Australie-Occidentale (où elle prolonge l'Esperance Highway) à Port Augusta en Australie-Méridionale (où elle se prolonge par la Princes Highway) via la plaine de Nullarbor et la Grande Baie australienne. Elle fait partie du maillage Highway 1 (en) et Australian National Highway dans sa portion reliant Perth à Adélaïde.
Elle porte le nom de l'explorateur Edward John Eyre, qui fut le premier européen à traverser la plaine stérile de Nullarbor par voie de terre (1840-1841).

## Histoire
Il y a deux portions de routes qui passent dans la plaine de Nullarbor et qui sont distinctes de l'actuelle Eyre Highway :
- du côté de l'Australie-Occidentale, il y a la Old Coach  Road qui passe plus au nord vers la ligne de chemin de fer de la Trans Australia Railway
- du côté de l'Australie-Méridionale, la piste qui va de Border Village à Roadhouse Nullarbor en passant loin de la côte au centre du Parc national de Nullarbor.

La construction d'Eyre Highway a démarré en juillet 1941, et a été achevée six mois plus tard. D'abord connue comme la Forrest Highway (d'après John Forrest). La route était une simple piste en mauvais état qui suivait à peu près le tracé actuel. Les actualités des années 1950 y montraient souvent des voitures ensablées.
Son tracé actuel n'a pas été modifié de manière significative au cours de ses diverses améliorations. Les différences de condition de circulation de chaque côté d'Eucla sont restées remarquables jusqu'au milieu des années 1980 — la dernière section ayant été définitivement goudronnée dans la portion en Australie-Méridionale en 1976. 